# شهرستان راجر میلز (اکلاهما)
شهرستان راجر میلز، اکلاهما (به انگلیسی: Roger Mills County, Oklahoma) شهرستانی در ایالات متحده آمریکا است که در اکلاهما واقع شده‌است.

## خصوصیات
شهرستان راجر میلز ۲٬۹۶۹ کیلومترمربع مساحت دارد.